# Cisterna Portuguesa
La Cisterna Portuguesa es una cisterna situada en la ciudad de El Yadida, Marruecos. Se encuentra debajo de la ciudadela, en el corazón de la ciudad fortificada portuguesa de Mazagán. Es un monumento clasificado como patrimonio cultural de Marruecos y, junto con el resto de la antigua ciudad amurallada, es Patrimonio de la Humanidad de la UNESCO.

## Historia
La cisterna se construyó debajo de la Ciudadela, primera estructura permanente que los portugueses construyeron en este sitio en 1514, antes de que se expandiera a la fortaleza amurallada más grande en 1541. La función original de la cámara no está clara. Pudo haber sido una armería, un cuartel, o un granero, pero hay constancia de que fue reconvertido en cisterna en 1541. Fue diseñado por el arquitecto Miguel de Arruda, pero los trabajos de construcción fueron delegados a João de Castilho. La cisterna ha sido utilizada como lugar de rodaje de varias películas, siendo Otelo, de Orson Welles, la más conocida internacionalmente.

## Arquitectura
La cámara semisubterránea tiene una planta aproximadamente cuadrada y mide entre 33 y 34 metros por cada lado, fue construida con cinco filas de cinco pilares y columnas de piedra. Es de estilo manuelino. Una abertura redonda en el centro de la cámara servía para recoger el agua de lluvia.
La cisterna es conocida hoy en día por la impresión visual creada por la fina capa de agua que cubre el suelo, que crea reflejos cambiantes a partir del único haz de luz que pasa a través del agujero central en el techo.